# Droga śmierci Wilejka-Borysów

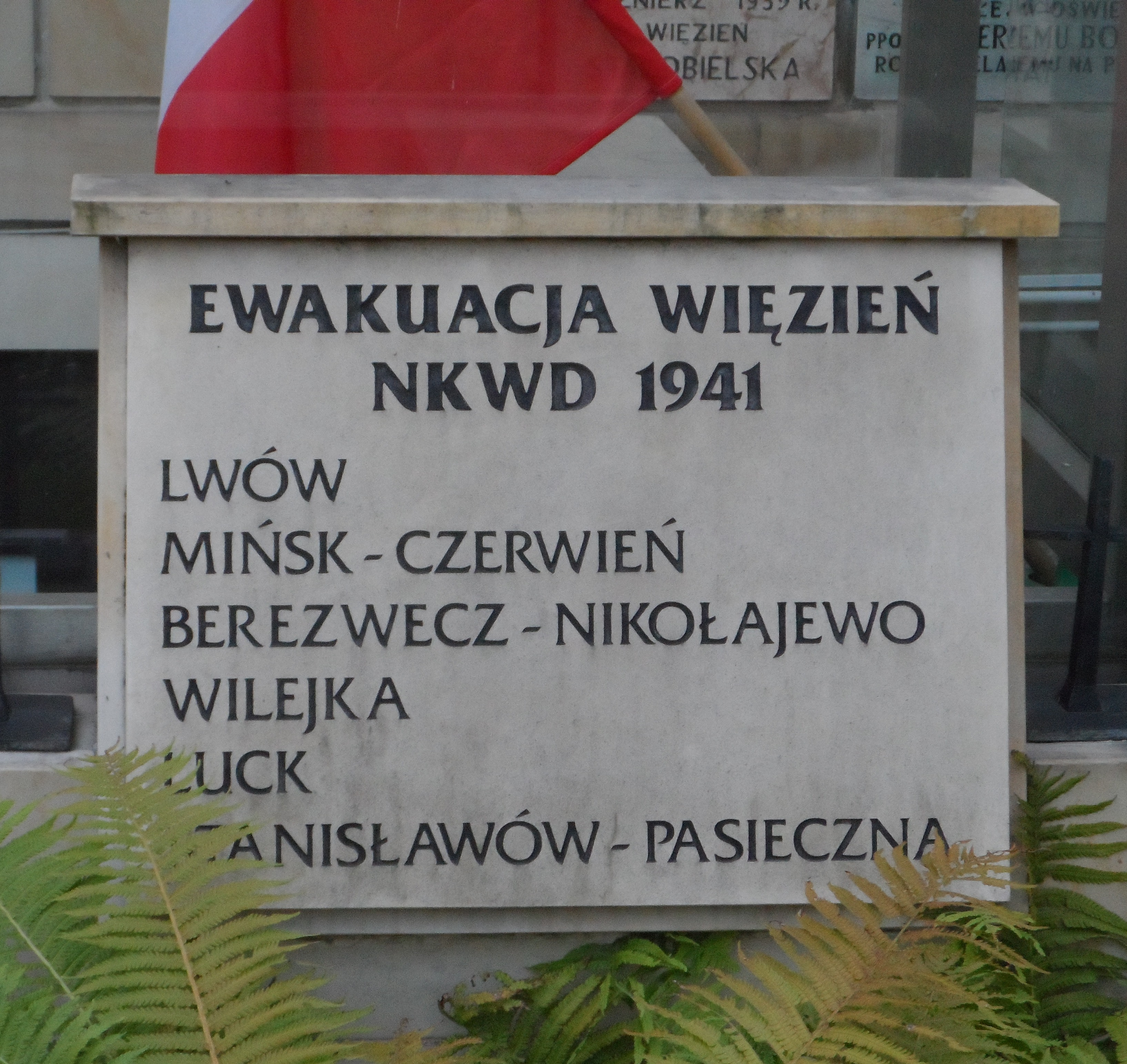
Tablica na terenie kościoła św. Stanisława Kostki w Warszawie, upamiętniająca ofiary masakr więziennych NKWD, w tym więźniów z Wilejki

Droga śmierci Wilejka-Borysów – szlak kaźni osób osadzonych w więzieniu w Wilejce, których po wybuchu wojny niemiecko-sowieckiej NKWD usiłowało odeskortować na wschód. Ewakuacja rozpoczęła się 24 czerwca 1941 roku. Więźniów sformowano w kilka kolumn marszowych, po czym pognano w kierunku Borysowa. W trakcie marszu z rąk konwojentów zginęło od 500 do 800 więźniów. Tych, którzy zdołali dotrzeć do Borysowa, wywieziono koleją do Riazania. Likwidacja wilejskiego więzienia była jedną z wielu tzw. masakr więziennych, dokonanych przez NKWD latem 1941 roku.

## Geneza
Wilejka, przed wojną miasto powiatowe w województwie wileńskim, od września 1939 roku znajdowała się pod sowiecką okupacją. Osoby aresztowane przez NKWD były osadzane w celach przedwojennego polskiego więzienia. Więzienie w Wilejce było jednym z czterech sowieckich więzień funkcjonujących na terenie obwodu wilejskiego; w oficjalnych dokumentach określano je mianem „więzienia nr 26”. Miało charakter więzienia śledczego, a zarazem więzienia etapowego, z którego osadzonych wywożono do miejsc zsyłki w głębi ZSRR. W latach 1939–1941 na terenie więzienia miały miejsce liczne egzekucje.
22 czerwca 1941 roku nazistowskie Niemcy dokonały inwazji na Związek Radziecki. Pierwsze tygodnie wojny miały bardzo pomyślny przebieg dla strony niemieckiej. Dywizjom Wehrmachtu udało się bowiem rozbić wojska nadgranicznych okręgów wojskowych ZSRR, a następnie wedrzeć się w głąb sowieckiego terytorium. Szczególnym powodzeniem uwieńczone zostało niemieckie natarcie na Białorusi, gdzie w ciągu niespełna dwóch tygodni okrążono i doszczętnie rozbito sowiecki Front Zachodni.
Wobec szybkich postępów niemieckiego natarcia NKWD przystąpiło do likwidacji więźniów politycznych przetrzymywanych w strefie działań wojennych. Latem 1941 roku w więzieniach i aresztach na Kresach Wschodnich zamordowano od 20 tys. do 30 tys. osób. Charakterystyczne dla likwidacji więzień na terenach dzisiejszej Białorusi stały się zwłaszcza tzw. marsze śmierci, w których trakcie więźniów wyprowadzano z cel, po czym w letnim upale przez wiele dni pędzono pieszo na wschód. W wyniku prowadzonej w ten sposób „ewakuacji” więźniowie masowo umierali z wyczerpania, głodu i pragnienia, ginęli w nalotach niemieckiego lotnictwa, byli mordowani przez konwojentów.

## Przebieg ewakuacji
Z wykazów odnalezionych w sowieckich archiwach wynika, że stan osadzonych w wilejskim więzieniu na dzień 10 czerwca 1941 roku wynosił 1031 osób. Inny dokument NKWD z czerwca 1941 roku, dotyczący planowanej ewakuacji więzienia, podaje natomiast, że ewakuacją zamierzano objąć 1023 więźniów.
23 czerwca 1941 roku przebywający w Mołodecznie przedstawiciel zarządu więziennictwa NKWD Białoruskiej SRR, naczelnik działu operacyjnego Pariemski, w rozmowie telefonicznej polecił naczelnikowi więzienia w Wilejce rozpocząć ewakuację więźniów. Następnego dnia strażnicy wyprowadzili większość osadzonych na dziedziniec wewnętrzny. W celach pozostały osoby niezdolne do marszu lub oskarżone o szczególnie ciężkie przestępstwa. Ze zgromadzonego na dziedzińcu tłumu wywołano według nazwisk 20 osób, którym rozkazano powrócić do cel. Następnie sformowano dwie kolumny – jedną złożoną z więźniów politycznych, drugą z więźniów kryminalnych – które wyprowadzono z więzienia i pognano w kierunku wschodnim. Niedługo później więzienie opuściła kolejna kolumna, złożona tym razem z około 200 kobiet. Ostatnią kilkusetosobową grupę więźniów wyprowadzono z Wilejki 25 czerwca.
Część więźniów NKWD rozstrzelało jeszcze w Wilejce. W publikacji Drogi śmierci wydanej w 1995 roku przez Ośrodek Karta podano, że straconych zostało sto kilkadziesiąt osób. Z ustaleń Okręgowej Komisji Badania Zbrodni przeciw Narodowi Polskiemu w Łodzi wynika natomiast, że 24 czerwca rozstrzelano 28 więźniów, wobec których jeszcze przed wybuchem wojny orzeczono karę śmierci lub wysokie wyroki więzienia. Ciała zamordowanych pogrzebano w zbiorowym grobie wykopanym nieopodal siedziby lokalnej placówki NKWD. Polskim śledczym udało się ustalić nazwiska siedmiu ofiar.
Tragiczny był również los więźniów wyprowadzonych z więzienia. Po opuszczeniu Wilejki kolumny marszowe podzielono na mniejsze grupy, a następnie pognano różnymi drogami przez Pleszczenice na Borysów. W czasie przemarszu więźniowie otrzymywali jedynie minimalne racje wody i pożywienia. Osoby, które nie nadążały za kolumną lub podejmowały próby ucieczki, były rozstrzeliwane lub zakłuwane bagnetami przez konwojentów. W trakcie ewakuacji doszło również do kilku zbiorowych egzekucji. Jedna z kolumn, licząca 150 lub 500 osób, została zaatakowana przez niemieckie lotnictwo w okolicach Chocieńczyc po przekroczeniu przedwojennej granicy polsko-sowieckiej. Po zakończeniu nalotu konwojenci wprowadzili więźniów do pobliskiego lasu i tam rozstrzelali. Masakrę przeżyła zaledwie jedna osoba. Z kolei w pobliżu wsi Sosenka w gminie Kościeniewicze odnaleziono zwłoki 30 więźniów ze związanymi z tyłu rękoma. Wiadomo, że egzekucje miały również miejsce pod wsią Kasuta w gminie Kurzeniec (około 50–60 ofiar) oraz w pobliżu wsi Małmygi w tej samej gminie (nieustalona liczba ofiar). Więźniowie, którzy przeżyli blisko stukilometrowy marsz, po dotarciu do Borysowa zostali załadowani do wagonów i wywiezieni na wschód.
Inaczej potoczył się los więźniarek, które wyprowadzono z Wilejki 24 czerwca. Po drodze podobnie jak więźniowie-mężczyźni ginęły one z rąk konwojentów (liczba zamordowanych wyniosła co najmniej 5–6 osób). Wobec zablokowania dróg ewakuacyjnych przez Niemców kolumnę zawrócono jednak do Wilejki. Kobiety ponownie zamknięto w więzieniu, gdzie przebywały bez nadzoru, nie otrzymując wody i pożywienia przez dwa dni i trzy noce. Na krótko przed wkroczeniem wojsk niemieckich gmach został podpalony przez nieznanych sprawców. Pożar nie dotarł jednak do cel, w których przebywały kobiety oraz więźniowie nieobjęci dotąd ewakuacją. Osadzeni zdołali wydostać się z więzienia jeszcze przed nadejściem Niemców, w czym wydatnie pomogli im mieszkańcy Wilejki.

### Ofiary
Ze względu na rozbieżne zeznania świadków trudno ustalić dokładną liczbę więźniów, których wyprowadzono z Wilejki i zamordowano w drodze do Borysowa. Zazwyczaj liczba ofiar szacowana jest w przedziale od 500 do 800 osób. Jeden ze świadków twierdził, że z więzienia wyprowadzono ponad 1500 mężczyzn, z czego około 900 przeżyło marsz do Borysowa i podróż koleją do Riazania. Jego zeznania częściowo potwierdza Wykaz odjazdów i ruchu transportów z więzień NKWD Białoruskiej SRR, gdzie zapisano, że 2 lipca 1941 roku minął Wiaźmę i zmierza do Riazania transport z 850 więźniami z Wilejki.